# George Herriman
George Herriman   (Nova Orleans, 22 d'agost de 1880 - Los Angeles, 25 d'abril de 1944) fou un autor de còmic americà, creador de Krazy Kat.

## Biografia

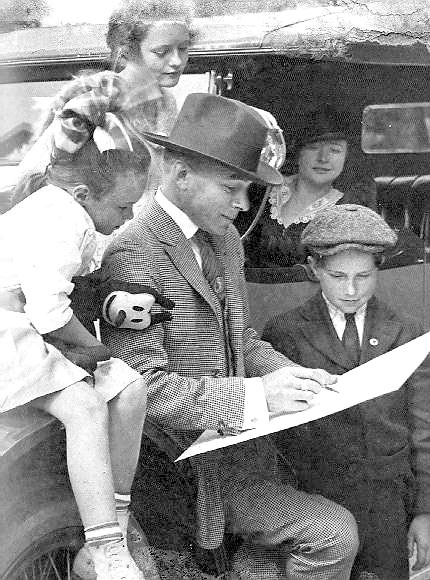
Herriman envoltat d'admiradors i d'admiradores

George Herriman prové d'una família "mulata" de Nova Orleans. El seu pare George Herriman Jr. té orígens americans i afro-europeus (francesos) pel seu pare i cubà per la seva mare La seva mare Clara Morel és també una criolla de sang barrejada, d'origen francès. Els seus companys van pensar que era d'origen grec, cosa que no els va negar. Segons els seus amics, sempre portava un barret per amagar els cabells arrissats. El seu certificat de defunció el defineix com a "caucàsic" nascut de pares francesos, la seva filla que busca perpetuar la ficció
Als deu anys, Herriman va marxar amb als seus pares a Los Angeles, igual que els criolls acomodats que fugien de les Lleis Jim Crow de Louisiana. Amb disset anys, va començar a Los Angeles Herald com a il·lustrador i gravador. Els anys següents, va acumular treballs de subsistencia: il·lustracions, gags i algunes primeres tires còmiques (Major Ozone, Musical Mose, Acrobatic Archie, Professer Otto and his Auto, Two Jolly Jackies, etc.) la qualitat de les quals no va superar la d'altres produccions mitjanes de l'època. En arribar a Nova York va treballar al World de Pulitzer, després d'uns mesos al Daily News, és reclutat per Rudolph Block com a dissenyador esportiu per al New York Journal.
Gooseberry Sprig, el 1909, va anunciar la creativitat i el sentit de l’humor tenyit de poesia que faria famós a Herriman. L’any següent, va començar The Dingbat Family, on un gat que encara no es deia Krazy passejava. El 26 de juliol de 1910, un ratolí va aparèixer a la part inferior de la caixa i llança un projectil per a gats, inaugurant la futura rutina de Krazy i Ignatz. El 28 d'octubre de 1913, després d'haver substituït en alguns ocasions, amb aquest nom, el Dingbat de vacances, els duetistes van guanyar la seva pròpia tira, per a disgust del ratolí, amb l'únic nom de Krazy Kat. Herriman va continuar The Dingbat Family fins al 1916 i va dibuixar Baron Bean del 1916 al 1919. Als anys trenta va il·lustrar les col·leccions d’Archy and Mehitabel de Don Marquis. No va ser fins al 1932 que es va dedicar exclusivament a la seva sèrie insígnia.
Krazy Kat el fa famós. A partir dels anys vint, la tira es va fer molt popular: en varen sortir derivats (inclòs un ballet de jazz el 1922). Amb el pas del temps aquesta popularitat disminueix, en aquell moment s'és menys sensible a aquestes històries de ximpleries. Tot i això, Krazy Kat manté admiradors incondicionals entre estètiques, segons la crítica Gilbert Seldes, el poeta E. E. Cummings o William Randolph Hearst, el seu editor, que dona suport a Herriman fins a la seva mort. Després d'aquesta, contràriament a la tradició, la sèrie no la reprèn cap autor, Hearst creu que ningú no podria substituir el seu creador.

## Posteritat
L’obra d’Herriman ha tingut una gran influència en els autors de còmics des de l’època de la seva creació. El 2000, Herriman es va afegir pòstumament al Saló de la Fama de Will Eisner.

## Obra

### Llista de les comic strips
| Títol                                           | Començament de la publicació | Fi de la publicació | Durada de publicació       |
| ----------------------------------------------- | ---------------------------- | ------------------- | -------------------------- |
| Musical Mose                                    | 16 febrer 1902               | 9 març 1902         | 22 dies                    |
| Professor Otto and his Auto                     | 30 març 1902                 | 28 desembre 1902    | 8 mesos et 29 dies         |
| Acrobatic Archie                                | 13 abril 1902                | 25 gener 1903       | 9 mesos et 13 dies         |
| Two Jollie Jackies                              | 11 gener 1903                | 15 novembre 1903    | 10 mesos i 5 dies          |
| Lariat Pete (recuperació)                       | 6 setembre 1903              | 15 novembre 1903    | 2 mesos i 10 dies          |
| Major Ozó's Fresh Aire Crusade                  | 2 gener 1904                 | 20 octubre 1906     | 2 anys, 9 mesos i 19 dies  |
| Home Sweet Home                                 | 22 febrer 1904               | 4 març 1904         | 12 dies                    |
| Bud Smith                                       | 29 octubre 1905              | 20 octubre 1906     | 11 mesos i 22 dies         |
| Mr. Proones the Plunger                         | 7 desembre 1906              | 26 desembre 1906    | 20 dies                    |
| Rosy Posy, Mama's Girl                          | 19 maig 1906                 | 15 setembre 1906    | 3 mesos i 28 dies          |
| Grandma's Girl                                  | 26 novembre 1905             | 19 maig 1906        | 5 mesos i 24 dies          |
| Baron Mooch                                     | 12 octubre 1909              | 19 desembre 1909    | 2 mesos i 8 dies           |
| Mary's Home from College                        | 20 desembre 1909             | 20 desembre 1909    | 1 dia                      |
| Gooseberry Sprig                                | 23 desembre 1909             | 24 gener 1910       | 1 mesos i 2 dies           |
| Alexander the Cat                               | 7 novembre 1909              | 9 gener 1910        | 2 mesos i 3 dies           |
| Daniel and Pansy                                | 21 novembre 1909             | 4 desembre 1909     | 14 dies                    |
| The Dingbat Family/The Family Upstairs          | 20 juny 1910                 | 4 gener 1916        | 5 anys, 6 mesos i 16 dies  |
| Krazy Kat                                       | 28 octubre 1913              | 25 juny 1944        | 30 anys, 7 mesos i 29 dies |
| Baron Bean                                      | 5 gener 1916                 | 22 gener 1919       | 3 anys i 18 dies           |
| Now Listen Mabel                                | 23 gener 1919                | 18 desembre 1919    | 10 mesos i 26 dies         |
| Stumble Inn                                     | 30 octubre 1922              | 30 octubre 1925     | 3 anys i 1 dia             |
| Us Husbands                                     | 9 gener 1926                 | 18 desembre 1926    | 11 mesos i 10 dies         |
| Mistakes Will Happen                            | 9 gener 1926                 | 18 desembre 1926    | 11 mesos i 10 dies         |
| Embarrassing Moments/Bernie Burns (recuperació) | 28 abril 1928                | 3 desembre 1932     | 4 anys, 7 mesos i 6 dies   |